# Gluten

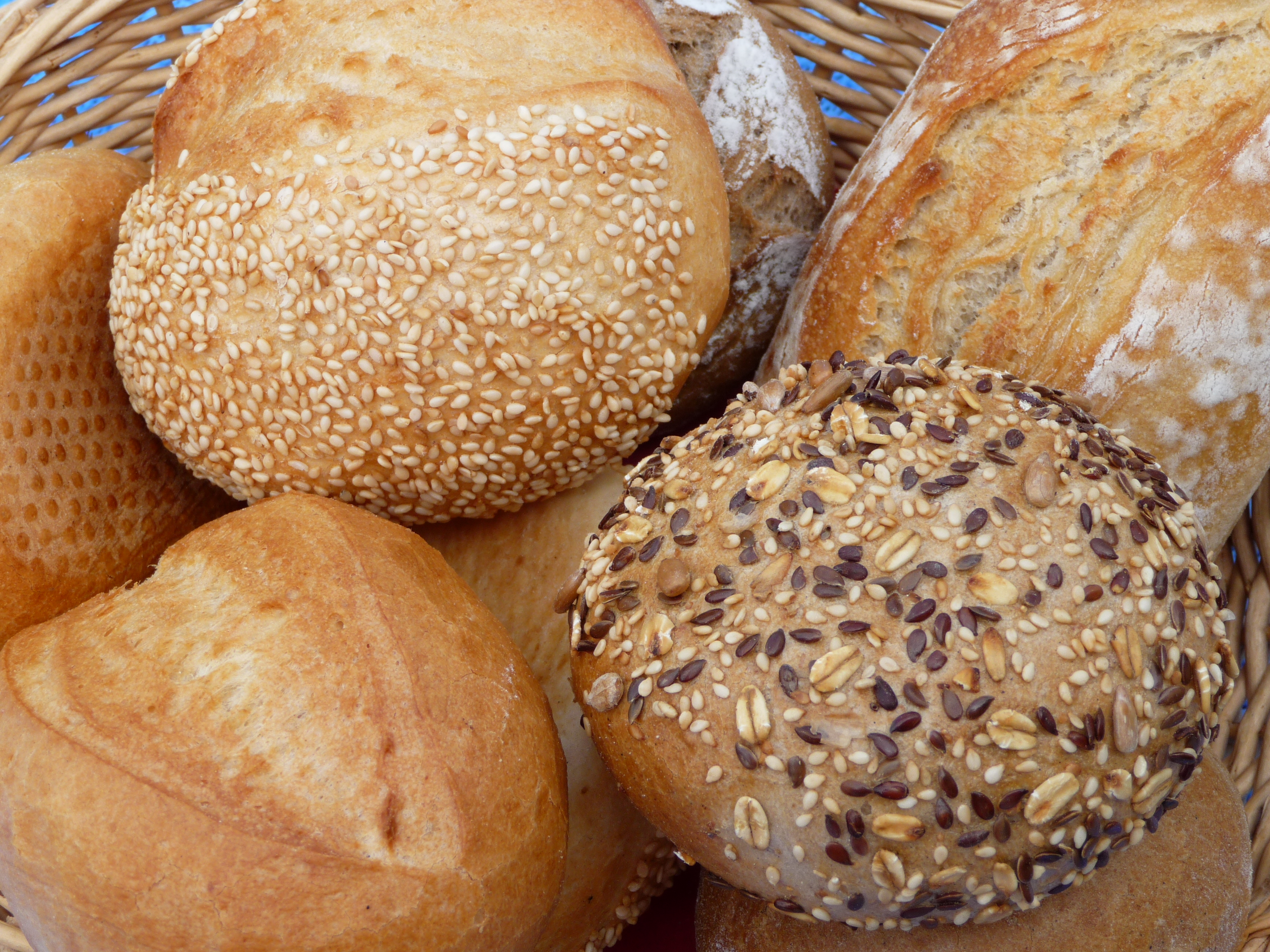
Tipuri de pâine ca sursă de gluten

Glutenul este un termen cumulativ, inexact definit, pentru diferite componente proteice. Este de origine vegetală, prezent în cereale.

## Definiție generală
Glutenul este format din categoriile proteice prolamină și glutelină a cerealelor. 
Osborne prezintă categoriile de proteine existente în cereale, într-o lucrare din 1907. 
El împarte proteinele în : prolamină, glutelină, albumină, globulină. 
| cereală | prolamină | glutelină  | albumină  | globulină |
| ------- | --------- | ---------- | --------- | --------- |
| grâu    | gliadină  | glutenină  | leucosină | edestină  |
| secară  | secalină  | secalinină |           |           |
| ovăz    | avenină   | avenalină  |           |           |
| orz     | hordeină  | hordenină  |           |           |
| porumb  | zein      | zeanină    |           |           |
| orez    | oricin    | oricenină  |           |           |
| mei     | kafirin   |            |           |           |

## Proprietăți
Elasticitatea unui aluat frământat din făina cerealelor este dată de către gluten. Proteinele care formează acest gluten sunt responsabile de existența sau inexistența acestei proprietăți a aluatului. Această elasticitate este prezentă în aluatul din grâu. Prolamina grâului poartă numele de gliadină, glutelina lui se numește glutenină. Gliadina la rândul ei se împarte în glutenine cu greutate moleculară mare, mică și mijlocie (gliadină w 1,2) și glutenină cu greutate moleculară mică (glutenina a și b). Gliadina si glutenina din grâu sunt prezente într-un raport de 1:1, iar împreună reprezintă circa 80% din conținutul de proteine.
Glutenul din grâu are astfel și capacitatea de liant alimentar. Este folosit în acest scop și pentru alte materii prime alimentare. 
Solubilitatea. Glutenul din grâu (la care se face referire în continuare ) este insolubil în apă. Gliadina este solubilă în alcool, glutenina insolubilă atât în apă cât și în alcool. Glutenul fiind insolubil în apă, este spălat de amidonul solubil, obținându-se amidon de tip A sau prima cu un conținut sub 0,5% de proteine reziduale, sau amidon de tip B sau secunda cu un conținut de proteine de până la 5%. 
Bulgărul rezultat din spălarea grâului are o compoziție de 90 % gluten, 8 % lipide și 2 % hidrați de carbon. Acesta este o masă formată, elastică de consistența unei gume.

## Importanța pentru tehnologia alimentară
Cerealele sunt prelucrate de industria de morărit și panificație. Procesul tehnologic de fabricație a produselor depinde în mare măsură de calitatea cerealelor, respectiv de calitatea glutenului din grâu care determină direct calitatea produsului obținut.
În masa aluatului preparat din făină de grâu în prezența apei, glutenul formează un schelet tridimensional care conferă aluatului elasticitate și extensibilitate.
La coacerea aluatului, glutenul suferă procesul de coagulare. Peliculele de gluten care înglobează granulele de amidon parțial gelifiate formează pereții porilor miezului de pâine. Calitatea și cantitatea glutenului din făină reprezintă principalele caracteristici de care depind însușirile ei de panificație. 
-	Făina cu conținut mai mare de gluten este folosită pentru produse de panificație superioare.
-	Conținutul redus de gluten conferă produselor de panificație un volum mai mic, forma aplatizată și o durată scăzută de menținere a prospețimii. 
-	Glutenul suficient de elastic și extensibil asigură obținerea produselor bine dezvoltate, cu porozitate fină și uniformă, cu pereții porilor uniformi.
-	Glutenul excesiv de rezistent conduce la obținerea de produse nedezvoltate și cu miezul dens.
-	Făina cu conținut redus de gluten este preferată insă la unele produse de patiserie (biscuiți, foietaje, etc) deoarece conferă acestora o frăgezime ridicată.
Dorința generală a consumatorilor de a consuma produse de calitate superioară cu volum mare, a dus în ultimele decenii la selectarea soiurilor de grâu cu conținut crescut de gluten pentru obținerea unor produse voluminoase, pufoase, cu prospețime de lungă durată. Grâul a ajuns astfel să fie pe lânga o sursă importantă de hidrați de carbon și o sursă importantă de proteine în alimentația zilnică.

## Implicații medicale
Ultimii ani au arătat că un număr tot mai mare de oameni suferă de intoleranță la gluten.
Doar în scop medical , glutenul denumește proteinele conținute în grâu, orz, secară, alac și hibrizii acestora. Proteinele acestor cereale sunt toxice pentru persoanele care au dezvoltat această intoleranță alimentară. Restul cerealelor (porumb și orez), precum și pseudocerealele mei, hrișcă, quinoa etc., nu sunt toxice pentru organismul uman afectat.
Organismul persoanei cu intoleranță, numită și celiachia, se apǎră de gluten prin formare de anticorpi. Celiachia nu se vindecă, boala odată apărută rămâne pe toată durata vieții. Pot dispărea în timp doar anticorpii și simptomele bolii, care însă reapar atunci când se consumă iar cereale cu gluten toxic, care sunt interzise. Tratamentul și evoluția bolii presupun evitarea totală a glutenului și înlocuirea cerealelor cu gluten prin produse fabricate din cereale fără gluten toxic, la care se adaugă aditivi alimentari capabili să înlocuiască proprietatea de liant al glutenului.Etichetarea alimentelor de larg consum din comerțul alimentar obligă producătorii alimentari să declare existența glutenului, normativ inclus în Codex Revised standard 1999. Acest normativ a fost preluat de Uniunea Europeană prin normativul

## Standarde internaționale
Criteriile internaționale pentru etichetarea produselor alimentare au un standard referitor la etichetarea produselor ca fără gluten. Se aplică doar în cazul produselor alimentare care conțin în mod normal gluten. 